# Liste der Zwergplaneten des Sonnensystems
Dieser Artikel enthält eine tabellarische Übersicht der bekannten Zwergplaneten des Sonnensystems. Sie enthält die Zwergplaneten, die gemäß der Internationalen Astronomischen Union offiziell als Zwergplanet eingestuft sind.

## Offizielle Zwergplaneten
| Name                                               | (1) Ceres        | (134340) Pluto     | (136108) Haumea                          | (136472) Makemake    | (136199) Eris     |
| -------------------------------------------------- | ---------------- | ------------------ | ---------------------------------------- | -------------------- | ----------------- |
|                                                    |                  |                    |                                          |                      |                   |
| Große Halbachse der Umlaufbahn (in AE)             | 2,76800          | 39,482             | 43,307                                   | 45,763               | 67,689            |
| Numerische Bahnexzentrizität                       | 0,0757825        | 0,2488             | 0,1894                                   | 0,1542               | 0,4421            |
| Umlaufzeit (in siderischen Jahren)                 | 4,605            | 247,94             | 285,00                                   | 309,58               | 556,9             |
| Mittlere Orbitalgeschwindigkeit (in km/s)          | 17,882           | 4,668              | 4,487                                    | 4,377                | 3,433             |
| Bahnneigung                                        | 10,59230°        | 17,1417°           | 28,195°                                  | 28,999°              | 44,143°           |
| Mittl. Äquatordurchmesser (in km) Rel. zum Erdmond | 975 0,28         | 2374 0,681         | ≈ 1920 × 1540 × 990 ≈ 0,55 × 0,44 × 0,28 | 1502 ± 45 0,43       | 2326 ± 12 0,669   |
| Volumen (in km³) Rel. zum Erdmond                  | 4,52 · 108 0,021 | 6,97 · 109 0,32    | ≈ 1,53 · 109 ≈ 0,07                      | ≈ 1,69 · 109 ≈ 0,08  | 6,59 · 109 0,30   |
| Masse (in kg) Rel. zum Erdmond                     | 9,5 · 1020 0,013 | 1,303 · 1022 0,178 | 4,01 · 1021 0,055                        | ≈ 2,99 · 1021 ≈ 0,04 | 1,67 · 1022 0,227 |
| Dichte (in g/cm³)                                  | 2,077            | 1,86               | 2,57                                     | 1,7                  | 2,52              |
| Gravitationsfeldstärke (in m/s²)                   | 0,27             | 0,62               | ?                                        | ≈ 0,45               | 0,83              |
| Fluchtgeschwindigkeit (in km/s)                    | 0,51             | 1,21               | ?                                        | ≈ 0,8                | 1,38              |
| Rotationsperiode (in siderischen Tagen)            | 0,3781           | 6,38718            | 0,16 (3 h 55 m)                          | ?                    | > 0,33 ?          |
| Neigung des Äquators zum Orbit                     | 4°               | 119,61°            | ?                                        | ?                    | ?                 |
| Oberflächentemperatur (in K) min. / mittl. / max.  | ? / 167 / 239    | 33 / 44 / 55       | ? / ?                                    | ? / 30 / ?           | ? / 30 / ?        |
| Hauptbestandteile der Atmosphäre                   | H2O?             | N2, CH4            | ?                                        | ?                    | ?                 |
| Anzahl der bekannten Monde                         | 0                | 5                  | 2                                        | 1                    | 1                 |
| Ehemaliger Planetenstatus                          | Ja               | Ja                 | Nein                                     | Nein                 | Ja                |

## Zwergplanetenkandidat
Neben den offiziell anerkannten Zwergplaneten gibt es noch viele weitere Zwergplanetenkandidaten, die möglicherweise die Definitionen für einen Zwergplaneten erfüllen, bei denen aber die bekannten Daten noch nicht ausreichen und die noch nicht von der IAU als Zwergplanet eingestuft sind.
| Name                    | Kategorie            | Durchmesser (km)  | Masse (kg)           | gr. HA (AE) |
| ----------------------- | -------------------- | ----------------- | -------------------- | ----------- |
| (225088) Gonggong       | SDO o. RKBO (10:3)   | 1230 ± 50         | ≈ 1.75 ± 0.07 · 1021 | 067,380     |
| (50000) Quaoar          | CKBO                 | 1110 ± 05         | 1.40 ± 0.10 · 1021   | 043,440     |
| (90377) Sedna           | Sednoid              | 0995 ± 80         | ≈ 1 · 1021           | ≈ 5000,000  |
| (90482) Orcus           | Plutino (RKBO (3:2)) | 0917 ± 25         | 6.41 ± 0.19 · 1020   | 039,455     |
| (120347) Salacia        | CKBO o. SDO          | 0854 ± 45         | 4.66 ± 0.22 · 1020   | 041,860     |
| (307261) Máni           | CKBO o. SDO          | 0800 ± 24         | ? · 1020             | 041,770     |
| (55565) Aya             | CKBO                 | 0768 ± 38         | ? · 1020             | 047,500     |
| (208996) Achlys         | Plutino (RKBO (3:2)) | 0727 ± 65         | ? · 1020             | 039,600     |
| (174567) Varda          | CKBO                 | 0705 ± 75         | 2.65 ± 0.03 · 1020   | 045,880     |
| (90568) 2004 GV9        | CKBO o. RKBO (5:3)   | 0680 ± 34         | ? · 1020             | 042,220     |
| (145452) Ritona         | CKBO                 | 0679 +055−073     | ? · 1020             | 041,379     |
| (20000) Varuna          | CKBO                 | 0668 +154−086     | ? · 1020             | 043,069     |
| (55637) 2002 UX25       | CKBO                 | 0665 ± 29         | 1.25 ± 0.03 · 1020   | 042,550     |
| (28978) Ixion           | Plutino (RKBO (3:2)) | 0617 ± 19         | ? · 1019             | 039,559     |
| (229762) Gǃkúnǁʼhòmdímà | SDO                  | 0614 ± 15         | ? · 1019             | 073,390     |
| (278361) 2007 JJ43      | CKBO                 | 0610 +170−140     | ? · 1019             | 048,270     |
| (19521) Chaos           | CKBO                 | 0600 +140−130     | ? · 1019             | 045,720     |
| (84522) 2002 TC302      | RKBO (5:2)           | 0584 +105,6−088,0 | ? · 1019             | 055,170     |
| (10) Hygiea             | Ast Hygiea-Familie   | 0434 ± 14         | 9 · 1019             | 03,1400     |

| nahezu sicherer Zwergplanet        |
| höchstwahrscheinlicher Zwergplanet |
| wahrscheinlicher Zwergplanet       |
| womöglich ein Zwergplanet          |